# Pahakasar
Pahakasar är ett berg i Armenien.   Det ligger i provinsen Vajots Dzor, i den sydöstra delen av landet, 100 kilometer sydost om huvudstaden Jerevan. Toppen på Pahakasar är 1 943 meter över havet, eller 37 meter över den omgivande terrängen. Bredden vid basen är 0,66 km.
Terrängen runt Pahakasar är lite bergig. Närmaste större samhälle är Vayk', 11,7 kilometer sydväst om Pahakasar. 
Trakten runt Pahakasar består i huvudsak av gräsmarker. Runt Pahakasar är det ganska glesbefolkat, med 28 invånare per kvadratkilometer.